# Parâng
Parâng (531.22; rum. Munții Parâng, węg. Páreng) – drugie pod względem wysokości pasmo górskie Rumunii, położone w Karpatach Południowych. Odgraniczone jest na północy doliną Jiu de Vest od gór Șureanu, na wschodzie dolinami rzek Lotru i Olteț od pasm Lotru i Căpățânii, na zachodzie doliną Jiu od gór Retezat, od strony południowej opadają w stronę Niziny Wołoskiej.
Najwyższym szczytem gór Parâng jest Parângul Mare (2518 m n.p.m.).